# Six Flags New Orleans
Six Flags New Orleans était un parc d'attractions situé à La Nouvelle-Orléans, en Louisiane (États-Unis). Il est fermé depuis le passage dévastateur de l'Ouragan Katrina, en 2005.

## Histoire
Connu depuis 2000 sous le nom Jazzland, ce parc était géré par Alfa Smartparks. En 2002, le parc est récupéré par le groupe Six Flags.
Le terrain appartient à la ville de La Nouvelle-Orléans et était loué par le groupe Six Flags. 
Parmi les attractions du parc, on compte notamment le Mega Zeph, un parcours de montagnes russes en bois construit avec une armature en acier pour pouvoir mieux résister aux infestations de termites et résister à des vents forts. Le Mega Zeph a été inspiré par les anciennes montagnes russes Zephyr du parc d'attractions aujourd'hui fermé Pontchartrain Beach. Les tours de chute Bayou Blaster et Sonic Slam sont relocalisées en 2009 à Great Escape.
Il était prévu qu'un parc aquatique soit construit mais ce projet a été mis en suspens depuis le passage de l'Ouragan Katrina.
Les conséquences de l'ouragan Katrina sur La Nouvelle-Orléans furent désastreuses. Le parc d'attractions fut complètement inondé. Il a été estimé que certains bâtiments du parc ont été détruits à plus de 80 %. Certaines attractions ne pourront pas être réparées. Le Mega Zeph pourrait quant à lui être remis sur pied[réf. nécessaire]. Contrairement à certaines estimations, Six Flags New Orleans est resté fermé et à l'abandon.
Six Flags New Orleans représentait pour le groupe Six Flags certainement le parc le moins rentable. En plus de la location du terrain à la ville, il est situé géographiquement un peu en retrait des zones touristiques comme peut l'être par exemple le vieux quartier français.
La combinaison de ces données économiques avec le désastre de 2005 ont compromis la réouverture du parc. En décembre 2009, Six Flags a mis fin au bail en versant 3 millions USD à la municipalité de La Nouvelle-Orléans ainsi que 25 % des primes d'assurances liées à la catastrophe de 2005. Une rumeur concernant la démolition du site a aussitôt été démentie par la municipalité, qui cherche toujours un repreneur. Ces efforts ont été vain et la ville de La Nouvelle-Orléans prévoit de raser le parc. Le site devrait être reconverti pour devenir un centre commercial haut de gamme, le Jazzland Outlet Mall,,.
Début juin 2014, le parc a servi au tournage du film Jurassic World.

## Les montagnes russes

### Montagnes russes actuelles
| Nom               | Type                               | Constructeur                  | Année | Photo |
| ----------------- | ---------------------------------- | ----------------------------- | ----- | ----- |
| Jester            | montagnes russes assises           | Vekoma                        | 2003  |       |
| Mega Zeph         | montagnes russes hybrides          | Custom Coasters International | 2000  |       |
| Muskrat Scrambler | Wild Mouse                         | L&T Systems                   | 2000  |       |
| Zydeco Scream     | Montagnes russes navette Boomerang | Vekoma                        | 2000  |       |

### Anciennes montagnes russes
| Nom                   | Type                       | Constructeur         | Ouverture | Fermeture | Relocalisation                                                                                          |
| --------------------- | -------------------------- | -------------------- | --------- | --------- | --- |
| Batman: The Ride      | montagnes russes inversées | Bolliger & Mabillard | 2003      | 2007      | Hors service en 2005 et relocalisé en 2008 à Six Flags Fiesta Texas sous le nom Goliath                 |
| Road Runner's Express | montagnes russes assises   | Vekoma               | 2000      | 2009      | Hors service en 2005 et relocalisé en 2011 à Six Flags Magic Mountain sous le nom Road Runner's Express |